# 6234 Sheilawolfman
6234 Sheilawolfman (1986 SF) là một tiểu hành tinh vành đai chính được phát hiện ngày 30 tháng 9 năm 1986 bởi Z. Vavrova ở Klet.